# When a Killer Calls
When a Killer Calls è un film statunitense del 2006 diretto da Peter Mervis. È un B movie prodotto da The Asylum, società specializzata nelle produzioni di film a basso costo per il circuito direct-to-video. Come molti film dell'Asylum, anche questo è stato prodotto per sfruttare il successo di un film uscito nello stesso anno, precisamente Chiamata da uno sconosciuto (When a Stranger Calls in originale).

## Trama
Un killer entra in una casa, uccidendo una madre e i suoi due figli e  scattando foto sul suo cellulare. Altrove, Trisha sta facendo da babysitter a una ragazzina, Molly, mentre i suoi genitori sono fuori. Trisha inizia a ricevere telefonate sempre più minacciose mentre Molly si mette a letto. Il maniaco le manda le foto degli omicidi precedenti sostenendo che lo ha fatto per lei. Anche se lei crede che sia il suo fidanzato Matt, chiama la polizia che la informano che rintracceranno la chiamata. Matt, insieme con i suoi due amici Frank e Chrissy, arriva dicendo che sono stati inseguiti dai poliziotti e che hanno bisogno di rimanere lì per un po'. Matt assicura a Trisha che non ha fatto quella chiamata e che deve essere lo scherzo di un malato di mente. Scendendo nel seminterrato, Chrissy sente uno strano rumore. Frank viene ucciso e Chrissy viene selvaggiamente picchiato. Preoccupata, Trisha manda Matt a controllare ma questi viene tramortito e legato dal killer.
Trisha si rende conto che le immagini inviatele sono reali. La polizia la chiama per informarla che le chiamate provengono dall'interno della casa e  scopre una telecamera nel soggiorno. Quindi va a controllare Molly e la trova morta con Richard Hewitt in camera da letto. Mentre cerca di scappare, Trisha viene colpita e perde i sensi. Risvegliatasi nel seminterrato,  scopre di essere legata a una trave, mentre Matt è legato sul pavimento, Chrissy ad un divano, e Frank è morto. Richard tortura psicologicamente il gruppo e uccide Chrissy prima di andare al piano di sopra per uccidere alcuni agenti di polizia appena arrivati. Richard spiega anche la ragione dei suoi omicidi e rivelan la sua ossessione per Trisha. Matt riesce  a liberarsi, stordisce Richard e libera Trisha ma resta ucciso. Trisha corre fuori e recupera la pistola di Frank nascosta nella vettura di Matt. Gli spara diversi colpi e scappa nei boschi circostanti.

## Produzione
Il film fu prodotto da The Asylum e girato a Lake Arrowhead, in California nel 2006. Il titolo di lavorazione fu The Babysitter Massacre. Il film è un mockbuster di Chiamata da uno sconosciuto (When a Stranger Calls) uscito quasi in contemporanea nelle sale.

## Distribuzione
Il film uscì nel febbraio del 2006. Alcune delle uscite internazionali sono state:
- febbraio 2006 negli Stati Uniti (When a Killer Calls)
- 10 novembre 2006 in Giappone ( )
- in Grecia (To stigma tou dolofonou)